# Conjunto nacional de Bulgaria de gimnasia rítmica

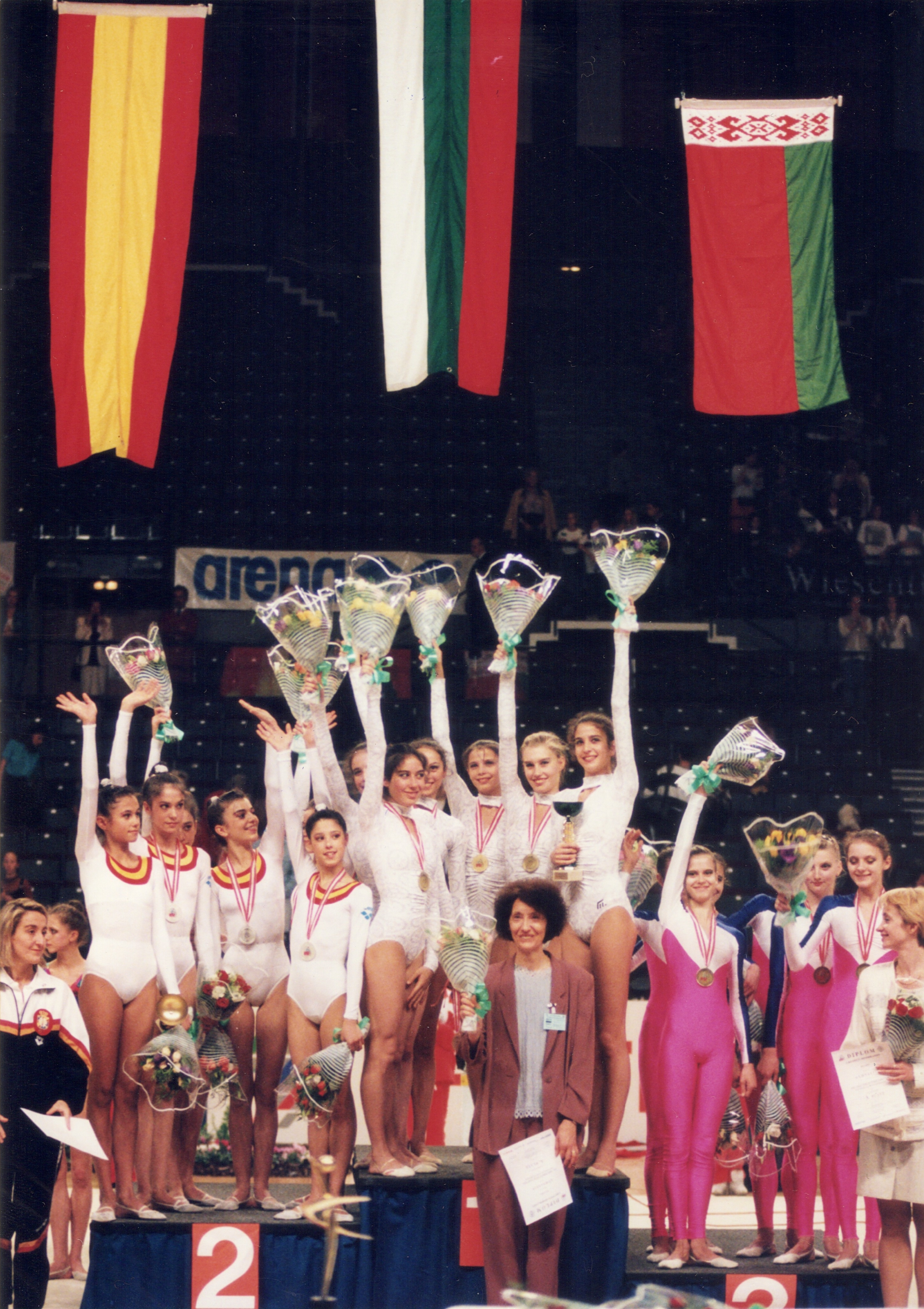
Pódium del concurso general del Campeonato del Mundo de Viena de 1995: el conjunto de Bulgaria obtuvo la medalla de oro, España, la de plata y Bielorrusia la de bronce.

El conjunto nacional de Bulgaria de gimnasia rítmica es el grupo de deportistas de gimnasia rítmica que representa a Bulgaria en las competiciones internacionales en la modalidad de conjuntos.
Se trata de un conjunto que ha destacado tradicionalmente a nivel mundial, desde el origen de la gimnasia rítmica, al obtener múltiples triunfos y medallas en los principales campeonatos oficiales, tanto en la categoría júnior como en la sénior. El conjunto ha participado en todas las ediciones de los Juegos Olímpicos en las que se ha disputado esta modalidad, es decir, desde 1996. En ellos su mayor éxito ha sido la medalla de oro lograda en Tokio en las olimpiadas celebradas en 2021, y además consiguió una de plata en Atlanta 96 y dos de bronce, en Atenas 2004 y Río de Janeiro 2016.

## Trayectoria en campeonatos de Europa, mundiales y Juegos Olímpicos

### Categoría sénior
El Campeonato del Mundo de Copenhague de 1967 fue el primero donde se disputó la modalidad de conjuntos. Julia Traslieva y Lilia Mircheva fueron las entrenadoras del conjunto, y Bulgaria obtuvo la mayor puntuación pero sufrió una penalización porque las medidas de los aros no se ajustaban a lo establecido, por lo que fue relegada a la medalla de bronce. En los dos siguientes campeonatos del mundo el conjunto búlgaro obtuvo la medalla de oro, pero en Róterdam en 1973 solo pudo ser quinta.
En el campeonato del mundo de 1975 de Madrid, Bulgaria, al igual que otros países del Pacto de Varsovia, no participó, en protesta contra el régimen de Franco.
En los años posteriores, desde 1977 hasta 1990 el conjunto búlgaro siempre estuvo en el pódium tanto de los campeonatos del mundo como de los de Europa —el primer campeonato de Europa tuvo lugar en 1978. Cosechó siete medallas de oro en los concursos generales de campeonatos del mundo y seis en campeonatos de Europa, además de otras medallas en finales por aparatos —las primeras finales por aparatos de conjuntos tuvieron lugar en 1987. Zlatka Avramova-Parleva, Despa Katelieva, Dimitrichka Masleva, Efrosina Angelova y Rumiana Burova fueron las entrenadoras en esos años. 
Los primeros Juegos Olímpicos en los que se disputó la modalidad de conjuntos fueron los de Atlanta 1996. En ellos Bulgaria consiguió la medalla de plata, con Lushka Bachvarova como entrenadora y un conjunto compuesto por Ina Delcheva, Valentina Kevlian, Maria Koleva, Maya Tabakova, Ivelina Taleva y Viara Vatashka, que habían conseguido medallas de oro en los campeonatos mundiales precedentes.
Desde el Campeonato del Mundo de Budapest de 1996 el conjunto estuvo muchos años sin obtener la medalla de oro en el concurso completo de ningún gran campeonato, hasta que en 2014 se consiguió, en el Campeonato del Mundo de Esmirna, con Reneta Kamberova, Mijaela Maevska-Velichkova, Tsvetelina Naidenova, Tsvetelina Stoyanova y Jristiana Todorova como integrantes del conjunto e Ina Ananieva como entrenadora, lo que se consideró un gran éxito.
Al Campeonato de Europa de Jolón de 2016 no viajó Tsvetelina Stoyanova, que fue sustituida por Lyubomira Kazanova. Después de esta decisión, Stoyanova sufrió una caída desde el sexto piso del edificio donde reside y estuvo en estado crítico pero logró recuperarse.

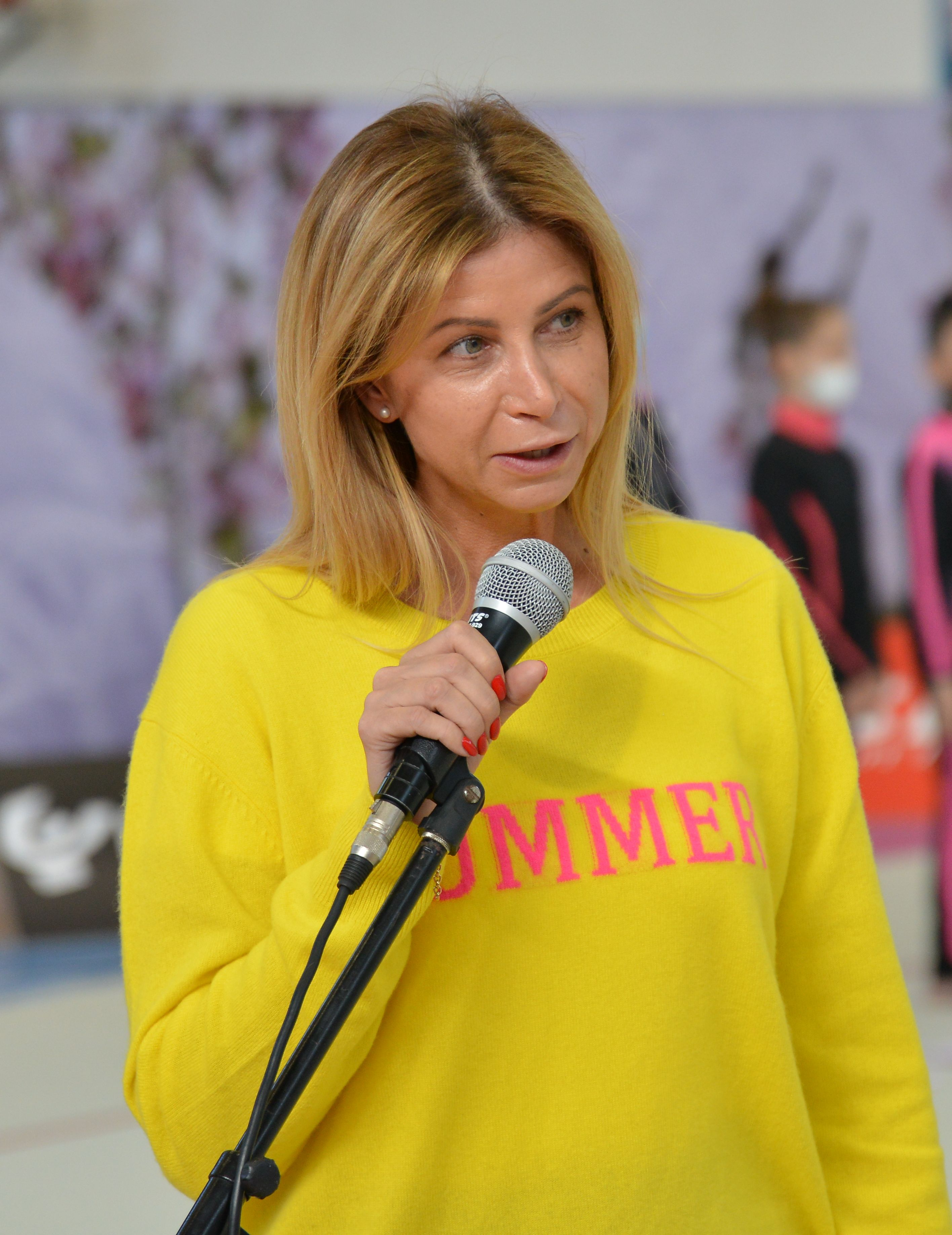
Vesela Dimitrova, entrenadora principal del conjunto, en 2021.

Pocos meses después, el conjunto búlgaro pudo lograr la medalla de bronce en los Juegos Olímpicos de Río de Janeiro. A finales de 2016 Ina Ananieva renunció como entrenadora del conjunto y Vesela Dimitrova pasó a ser la nueva entrenadora.
Otro momento destacado del conjunto fue en el Campeonato del Mundo de 2018 que fue organizado en su país, donde, a pesar de que solo pudo obtener la medalla de bronce en el concurso general, logró ante su público la medalla de oro en la final de cinco aros.
En el Campeonato de Europa de 2020 de Kiev el conjunto de Bulgaria no participó debido a que una de sus integrantes, Erika Zafirova, dio positivo en la prueba del coronavirus.
La primera medalla de oro olímpica del conjunto de Bulgaria llegó en los Juegos Olímpicos de Tokio celebrados en 2021, donde quedó por delante de Rusia que fue medalla de plata y de Italia que obtuvo la de bronce. Las integrantes del conjunto fueron Simona Diánkova, Stefani Kiriákova, Madlén Radukánova, Laura Traets y Erika Zafírova, dirigidas por Vesela Dimitrova como entrenadora principal y Mijaela Maesvka como asistente. Las puntuaciones logradas en la final fueron de 47,550 en el ejercicio de cinco pelotas y de 44,550 en el de aros y mazas.
En octubre de 2021, sin embargo, el conjunto búlgaro se retiró del mundial de Kitakyushu sin competir, debido a la lesión de una de sus integrantes, Laura Traets.
Posteriormente, tanto en el campeonato del mundo de 2022 —celebrado en Sofía— como en el europeo de 2023, el conjunto logró alzarse al primer lugar en el concurso general, además de obtener otras medallas en las finales por aparatos. Hay que señalar, no obstante, la ausencia de los conjuntos de Rusia y Bielorrusia en estos campeonatos. 
| Año  | Campeonato                              | Integrantes del conjunto | Entrenadora                                                               | Resultados |
| ---- | --------------------------------------- | --- | ------------------------------------------------------------------------- | --- |
| 1967 | Campeonato del Mundo de Copenhague      | Vera Marinova, Violeta Elenska, Darina Yosifova, Rumiana Stefanova, Sonia Peeva y Stela Milusheva.                                                      | Julia Traslieva y Lilia Mircheva                                          | Medalla de bronce |
| 1969 | Campeonato del Mundo de Varna           | Vera Marinova, Sonia Peeva, Violeta Elenska, Stela Milusheva, Despa Katelieva y Bogdana Todorova                                                        | Julia Traslieva y Lilia Mircheva                                          | Medalla de oro |
| 1971 | Campeonato del Mundo de La Habana       | Vera Marinova, Rumiana Stefanova, Asia Kursheva, Snezana Decheva, Kapka Blagoeva, Despa Katelieva y Bogdana Todorova.                                   | Zlatka Avramova-Parleva.                                                  | Medalla de oro |
| 1973 | campeonato del Mundo de Róterdam        | Asia Kusheva, Kapka Blagoeva, Despa Katelieva, Bogdana Todorova, Violeta Elenska y Giurka Gancheva                                                      | Julia Traslieva y Lilia Mircheva                                          | 5ª posición |
| 1977 | Campeonato del Mundo de Basilea         | Tatiana Kaneva, Maya Georgieva, Krasimira Vasileva, Dimitrinka Jeleva, Kapka Blagoeva y Veneta Yankova.                                                 | Zlatka Avramova-Parleva                                                   | Medalla de plata |
| 1978 | Campeonato de Europa de Madrid          | Rositsa Mladenova, Tatiana Kaneva, Diana Jristova, Maya Georgieva, Krasimira Vasileva y Dimitrinka Jeleva.                                              | Zlatka Avramova-Parleva                                                   | Medalla de oro |
| 1979 | Campeonato del Mundo de Londres         | Rositsa Mladenova, Tatiana Kaneva, Diana Jristova, Maya Georgieva, Krasimira Vasileva y Dimitrinka Jeleva.                                              | Zlatka Avramova-Parleva                                                   | Medalla de bronce |
| 1980 | Campeonato de Europa de Ámsterdam       | Kamelia Ignatova, Galia Rangelova, Svetla Kolchevska, Diana Tabakova, Emilia Bozhidarova y Daniela Grancharova, más Diana Hristova como suplente.       | Zlatka Avramova-Parleva                                                   | Medalla de oro |
| 1981 | Campeonato del Mundo de Múnich          | Kamelia Ignatova, Galia Rangelova, María Kuzmanova, Emilia Bozhidanova, Zdravka Chonkova y Diana Tabakova                                               | Zlatka Avramova-Parleva                                                   | Medalla de oro |
| 1982 | Campeonato de Europa de Stavanger       | Kamelia Ignatova, Galia Rangelova, María Kuzmanova, Emilia Bozhidanova, Zdravka Chonkova y Diana Tabakova                                               | Zlatka Avramova-Parleva                                                   | Medalla de plata |
| 1983 | Campeonato del Mundo de Estrasburgo     | Iliana Ilieva, Svetla Chobanova, Paulina Krusteva, Victoria Dimitrova, Mariela Spasova y Tsvetomira Filipova.                                           | Despa Katelieva                                                           | Medalla de oro |
| 1984 | Campeonato de Europa de Viena           | Victoria Dimitrova, Krasimira Bozhilova, Lili Filipova, María Mincheva, Paulina Krusteva y Svetla Chobanova.                                            | Despa Katelieva                                                           | Medalla de oro |
| 1985 | Campeonato del Mundo de Valladolid      | Paulina Krusteva, Victoria Dimitrova, María Mincheva, Svetla Chobanova, Krasimira Bozhilova, Lidia Bocheva y Lili Filipova                              | Dimitrichka Masleva.                                                      | Medalla de oro |
| 1986 | Campeonato de Europa de Florencia       | Elena Lazarova, Krasimira Bozhilova, Lidia Bocheva, Maya Taskova, Petia Cholakova y Tania Stavreva.                                                     | Dimitrichka Masleva.                                                      | Medalla de oro |
| 1987 | Campeonato del Mundo de Varna           | Maya Taskova, Elena Lazarova, Lidia Bocheva, Petia Cholakova, Tania Stavreva, Kamelia Dunavska e Ivelina Deshkova.                                      | Dimitrichka Masleva.                                                      | Medalla de oro en el concurso general, medalla de oro en 3 aros y 3 pelotas y medalla de oro en 6 pelotas. |
| 1988 | Campeonato de Europa de Helsinki        | Anastasia Sharenkova, Biliana Kenderova, Kamelia Dunavska, Mariela Pasalieva, Snezhka Mijaylova, Stela Angelova y Tania Stavreva.                       | Efrosina Angelova                                                         | Medalla de oro en el concurso general, medalla de oro en 3 aros y 3 cintas y medalla de oro en 6 pelotas. |
| 1989 | Campeonato del Mundo de Sarajevo        | Stela Angelova, Eli Milcheva, Elena Zaharieva, Vesela Yanakieva, Filipa Filipova, Kristina Pavlova, Anelia Dimitrova, Yana Sotirova y Pavlina Pencheva. | Efrosina Angelova                                                         | Medalla de oro en el concurso general, medalla de oro en 6 pares de mazas y medalla de plata en 3 aros y 3 cintas. |
| 1990 | Campeonato de Europa de Góteborg        | Boriana Angelova, Daniela Todorova, Denitsa Koseva, Yordanka Kovachka, María Ilieva, Pavlina Pencheva, Kristina Georguieva y Yana Sotirova.             | Rumiana Burova                                                            | Medalla de oro en el concurso general, medalla de oro en tres cuerdas y tres pelotas (empatada con la Unión Soviética) y medalla de oro en seis pares de mazas. |
| 1991 | Campeonato del Mundo de Atenas          | Vesela Kirova, Denitsa Koseva, Ivelina Taleva, Ina Ananieva, Yordanka Kovachka, Polia Krosnova y Stanislava Staneva.                                    | Kamelia Ignatova                                                          | 4ª posición en el concurso general y medalla de plata en seis cintas. |
| 1992 | Campeonato de Europa de Stuttgart       | Antonia Andonova, Valentina Kevlian, Ivelina Taleva, Reneta Nesheva, Neda Marinova, Vesela Kirova, Sabina Gancheva y Stela Jristova.                    | Lucía Gencheva                                                            | 7ª posición en el concurso completo y medalla de plata en seis cintas. |
| 1992 | Campeonato Mundial de Bruselas          | Ivanka Vidolova, María Koleva, Ivelina Taleva, Maya Tabakova, Neda Marinova, Reneta Nesheva, Sabina Gancheva y Stela Jristova.                          | Lucía Gencheva                                                            | 15º lugar en el concurso general y 4º en tres cuerdas y tres pelotas. |
| 1993 | Campeonato de Europa de Bucarest        | Ivelina Taleva, Maya Tabakova, Ina Delcheva, Valentina Kevlian, Kristina Shikerova y Neli Atanasova                                                     | Lushka Bachvarova                                                         | Medalla de plata en seis cuerdas, medalla de oro en cuatro aros y dos pares de mazas y medalla de plata en el concurso general. |
| 1994 | Campeonato del Mundo de París           | Ivelina Taleva, Maya Tabakova, Ina Delcheva, Mariana Yordanova, Valentina Kevlian y Raina Tosheva                                                       | Lushka Bachvarova                                                         | Medalla de bronce en el concurso general, medalla de plata en 6 cuerdas y medalla de oro en 4 aros y 2 pares de mazas. |
| 1995 | Campeonato de Europa de Praga           | Antoaneta Stancheva, Ina Delcheva, Valentina Kevlian, Maya Tabakova, Ivelina Taleva y Viara Vatashka                                                    | Lushka Bachvarova                                                         | Medalla de plata en 5 aros; medalla de oro en 3 pelotas y 2 cintas y medalla de plata en el concurso general. |
| 1995 | Campeonato del Mundo de Viena           | Antoaneta Stancheva, Ina Delcheva, Valentina Kevlian, Maya Tabakova, Ivelina Taleva y Viara Vatashka                                                    | Lushka Bachvarova                                                         | Medalla de oro en el concurso general, medalla de oro en 5 aros y medalla de plata en 3 pelotas y 2 cintas. |
| 1996 | Campeonato del Mundo de Budapest        | Valentina Kevlian, Maria Koleva, Maya Tabakova, Ivelina Taleva y Viara Vatashka                                                                         | Lushka Bachvarova                                                         | Medalla de oro en el concurso general. |
| 1996 | Juegos Olímpicos de Atlanta             | Ina Delcheva, Valentina Kevlian, Maria Koleva, Maya Tabakova, Ivelina Taleva y Viara Vatashka                                                           | Lushka Bachvarova                                                         | Medalla de plata. |
| 1997 | Campeonato de Europa de Patras          | Angelina Yovcheva, Borislava Ananieva, Valentina Simeonova, Galina Marinova, Elena Stefanova y Lilia Kibarska                                           | Lushka Bachvarova                                                         | 6.ª posición en el concurso completo y medalla de plata en 3 pelotas y 2 cintas. |
| 1998 | Campeonato del Mundo de Sevilla         | Angelina Yovcheva, Borislava Ananieva, Valentina Simeonova, Galina Marinova, Elena Stefanova y Lilia Kibarska                                           | Lushka Bachvarova                                                         | 5ª posición del concurso general |
| 1999 | Campeonato de Europa de Budapest        | Aneta Avekyan, Asia Ivanova, Zhenia Ivanova, Neli Zheleva, Petia Staneva y Silvia Dimitrova                                                             | Lushka Bachvarova                                                         | 8ª posición en el concurso general |
| 1999 | Campeonato del Mundo de Osaka           | Aneta Avekian, Asia Ivanova, Zhenia Ivanova, Neli Zheleva, Petia Staneva y Silvia Dimitrova                                                             | Valentina Kevlian                                                         | 9ª posición en el concurso general |
| 2000 | Juegos Olímpicos de Sídney              | Gabriela Atanasova, Zhaneta Ilieva, Proletina Kaltsjeva, Eleonora Kezhova, Galina Marinova y Kristina Ranguelova.                                       | Tania Stoyanova                                                           | 7ª posición |
| 2001 | Campeonato de Europa de Ginebra         | Gabriela Atanasova, Galia Marinova, Gergana Stefanova, Eleonora Kezhova, Zhanet Ilieva y Kristina Vitanova                                              | Tania Stoyanova                                                           | 4ª posición en el concurso completo y medalla de bronce en dos pelotas y tres cuerdas |
| 2002 | Campeonato del Mundo de Nueva Orleans   | Galia Marinova, Gergana Stefanova, Eleonora Kezhova, Zhanet Ilieva, Iliana Tsaneva y Kristina Vitanova                                                  | Tania Stoyanova                                                           | 4ª posición en el concurso general y medalla de plata en tres cuerdas y dos pelotas. |
| 2003 | Campeonato de Europa de Riesa           | Vladislava Tancheva, Galina Tancheva, Eleonora Kezhova, Zhanet Ilieva, Kristina Ranguelova y Yuliana Angelova                                           | Tania Stoyanova                                                           | Medalla de plata en el concurso general, medalla de oro en dos pelotas y tres aros, y medalla de plata en cinco cintas. |
| 2003 | Campeonato del Mundo de Budapest        | Vladislava Tancheva, Galina Tancheva, Eleonora Kezhova, Zhanet Ilieva, Kristina Ranguelova y Yuliana Naydenova                                          | Tania Stoyanova                                                           | Medalla de plata en el concurso general, medalla de plata en tres aros y dos pelotas, y medalla de plata en cinco cintas. |
| 2004 | Juegos Olímpicos de Atenas 2004         | Zhanet Ilieva, Eleonora Kezhova, Zornitsa Marinova, Kristina Ranguelova, Galina Tancheva y Vladislava Tancheva                                          | Tania Stoyanova                                                           | Medalla de bronce. |
| 2005 | Campeonato del Mundo de Bakú            | Zornitsa Marinova, Eleonora Kezhova, Yoana Tancheva, Yordanka Andonova, Kristina Ranguelova y Tatiana Tongova.                                          | Lilia Ignatova                                                            | 4ª posición en el concurso general y medalla de oro en cinco cintas. |
| 2006 | Campeonato de Europa de Moscú           | Zornitsa Marinova, Yoana Tancheva, Maya Paunovska, Tatiana Tongova, Yolita Manolova y Tsveta Kuseva.                                                    | Lilia Ignatova                                                            | Cuarto lugar en el concurso completo y medalla de bronce en tres aros y dos pares de mazas. |
| 2007 | Campeonato del Mundo de Patras          | Zornitsa Marinova, Yoana Tancheva, Yolita Manolova, Maya Paunovska, Tatiana Tongova y Tsveta Kuseva.                                                    | Adriana Dunavska                                                          | 4ª posición en el concurso general, medalla de bronce en cinco cuerdas y medalla de bronce en tres aros y dos pares de mazas. |
| 2008 | Campeonato de Europa de Turín           | Tsveta Kuseva, Yolita Manolova, Zornitsa Marinova, Maya Paunovska, Yoana Tancheva y Tatiana Tongova.                                                    | Adriana Dunavska                                                          | 4ª posición en el concurso completo y medalla de bronce en cinco cuerdas. |
| 2008 | Juegos Olímpicos de Pekín               | Tsveta Kuseva, Yolita Manolova, Zornitsa Marinova, Maya Paunovska, Yoana Tancheva y Tatiana Tongova.                                                    | Adriana Dunavska                                                          | 5ª posición |
| 2009 | Campeonato del Mundo de Mie             | Eleonora Kezhova, Mihaela Maevska, Kristina Ranguelova-Yankova, Stela Sultanova, Galina Tancheva y Vladislava Tancheva.                                 | Iliana Raeva                                                              | 7ª posición en el concurso general |
| 2010 | Campeonato de Europa de Bremen          | Reneta Kamberova, Mijaela Maevska-Velichkova, Tsvetelina Naydenova, Elena Todorova, Jristiana Todorova y Katrin Velkova.                                | Iliana Raeva                                                              | 6.ª posición en el concurso general |
| 2010 | Campeonato del Mundo de Moscú           | Reneta Kamberova, Mijaela Maevska-Velichkova, Tsvetelina Naydenova, Elena Todorova, Jristiana Todorova y Katrin Velkova.                                | Iliana Raeva                                                              | 5ª posición en el concurso completo y medalla de bronce en cinco aros. |
| 2011 | Campeonato del Mundo de Montpellier     | Reneta Kamberova, Mijaela Maevska-Velichkova, Tsvetelina Naydenova, Elena Todorova, Jristiana Todorova y Katrin Velkova.                                | Iliana Raeva                                                              | Medalla de bronce en el concurso completo, Medalla de oro en tres cintas y dos aros, y medalla de bronce en cinco pelotas. |
| 2012 | Campeonato de Europa de Nizhny Novgorod | Reneta Kamberova, Mijaela Maevska-Velichkova, Tsvetelina Naydenova, Elena Todorova, Jristiana Todorova y Katrin Velkova.                                | Iliana Raeva                                                              | 4ª posición en el concurso general, medalla de plata en tres cintas y dos aros y medalla de bronce en cinco pelotas. |
| 2012 | Juegos Olímpicos de Londres 2012        | Reneta Kamberova, Mijaela Maevska-Velichkova, Tsvetelina Naydenova, Elena Todorova, Jristiana Todorova y Katrin Velkova.                                | Iliana Raeva                                                              | 6.ª posición |
| 2014 | Campeonato de Europa de Bakú            | Reneta Kamberova, Mijaela Maevska-Velichkova, Tsvetelina Naidenova, Tsvetelina Stoyanova y Jristiana Todorova                                           | Ina Ananieva                                                              | 4ª posición en el concurso general, medalla de oro en tres pelotas y dos cintas y medalla de bronce en cinco pares de mazas. |
| 2014 | Campeonato del Mundo de Esmirna         | Reneta Kamberova, Mijaela Maevska-Velichkova, Tsvetelina Naidenova, Tsvetelina Stoyanova y Jristiana Todorova.                                          | Ina Ananieva                                                              | Medalla de oro en el concurso completo y medalla de plata en tres pelotas y dos cintas. |
| 2015 | Campeonato del Mundo de Stuttgart       | Mijaela Maevska-Velichkova, Reneta Kamberova, Tsvetelina Naydenova, Tsvetelina Stoyanova y Jristiana Todorova.                                          | Ina Ananieva                                                              | Medalla de plata en el concurso general y medalla de bronce en tres mazas y dos aros. |
| 2016 | Campeonato de Europa de Jolón           | Reneta Kamberova, Lyubomira Kazanova, Mijaela Maevska-Velichkova, Tsvetelina Naydenova y Jristiana Todorova.                                            | Ina Ananieva                                                              | 5ª posición en el concurso general y medalla de bronce en tres pares de mazas y dos aros. |
| 2016 | Juegos Olímpicos de Río de Janeiro      | Reneta Kamberova, Lyubomira Kazanova, Mijaela Maevska-Velichkova, Tsvetelina Naydenova y Jristiana Todorova.                                            | Ina Ananieva                                                              | Medalla de bronce |
| 2017 | Campeonato del Mundo de Pésaro          | Teodora Aleksandrova, Elena Bineva, Simona Diánkova, Madlén Radukánova y Laura Traets.                                                                  | Vesela Dimitrova (anteriormente con el apellido Kirova) y Mijaela Maevska | Medalla de plata en el concurso general, medalla de bronce en la final de dos cuerdas y tres pelotas y 4º puesto en la final de cinco aros. |
| 2018 | Campeonato de Europa de Guadalajara     | Elena Bineva, Simona Diánkova, Stefani Kiriákova, Madlén Radukanova y Laura Traets.                                                                     | Vesela Dimitrova                                                          | Medalla de bronce en el concurso general, medalla de oro en la final de tres pelotas y dos cuerdas, 4º puesto en la final de cinco aros y medalla de bronce por equipos (junto con las gimnastas júnior individuales Tatiana Volozhanina, Anna Kelman y Elizabet Yovcheva.)            |
| 2018 | Campeonato del Mundo de Sofía           | Elena Bineva, Simona Diánkova, Stefani Kiriákova, Madlén Radukánova y Laura Traets.                                                                     | Vesela Dimitrova                                                          | Medalla de bronce en el concurso general, medalla de oro en la final de cinco aros y sexta posición en la final de tres pelotas y dos cuerdas. |
| 2019 | Campeonato del Mundo de Bakú            | Simona Diánkova, Stefani Kiriákova, Madlén Radukénova, Laura Traets y Erika Zafírova.                                                                   | Vesela Dimitrova                                                          | Medalla de bronce en el concurso general, medalla de plata en la final de cinco pelotas y quinta posición en la final de tres aros y cuatro mazas. |
| 2020 | Campeonato de Europa de Kiev            | |                                                                           | No participó. |
| 2021 | Campeonato de Europa de Varna           | Simona Diánkova, Laura Traets, Madlén Radukánova, Stefani Kiriákova, Erika Zafírova                                                                     | Vesela Dimitrova                                                          | Medalla de oro en la final de cinco pelotas, medalla de plata en la final de tres aros y cuatro mazas y quinto lugar en el concurso general. |
| 2021 | Juegos Olímpicos de Tokio               | Simona Diánkova, Stefani Kiriákova, Madlén Radukánova, Laura Traets y Erika Zafírova                                                                    | Vesela Dimitrova                                                          | Medalla de oro. |
| 2021 | Campeonato del Mundo de Kitakyushu      | |                                                                           | No participó. |
| 2022 | Campeonato de Europa de Tel Aviv        | Vaya Draganova, Zhenina Trashlieva, Sofia Ivanova, Kamelia Petrova, Rachel Stoyanov y Margarita Vasileva                                                | Vesela Dimitrova                                                          | Cuarto lugar en el concurso general, sexto lugar en la final de tres cintas y dos pelotas, cuarto lugar en la final de cinco aros y medalla de oro por equipos (junto con las gimnastas individuales de categoría absoluta Boriana Kalein y Stiliana Nikolova)                         |
| 2022 | Campeonato del Mundo de Sofía           | Sofia Ivanova, Kamelia Petrova, Rachel Stoyanov, Radina Tomova, Zhenina Trashlieva y Margarita Vasileva                                                 | Vesela Dimitrova                                                          | Medalla de oro en el concurso general, medalla de oro en la final de tres cintas y dos pelotas y octavo lugar en la final de cinco aros. |
| 2023 | Campeonato de Europa de Bakú            | Zhenina Trashlieva, Sofia Ivanova, Kamelia Petrova, Rachel Stoyanov y Radina Tomova                                                                     | Vesela Dimitrova                                                          | Medalla de oro en el concurso general, medalla de plata en la final de cinco aros, quinto lugar en la final de tres cintas y dos pelotas, y medalla de oro por equipos (junto con las gimnastas individuales de categoría absoluta Boriana Kalein, Stiliana Nikolova y Eva Brezalieva) |
| 2023 | Campeonato del Mundo de Valencia        | Zhenina Trashlieva, Sofia Ivanova, Kamelia Petrova, Rachel Stoyanov y Radina Tomova                                                                     | Vesela Dimitrova                                                          | Decimosegundo lugar en el concurso general, séptimo lugar en la final de tres cintas y dos pelotas y medalla de oro por equipos (junto con las gimnastas individuales de categoría absoluta Boriana Kalein, Stiliana Nikolova y Eva Brezalieva)                                        |
| 2024 | Campeonato de Europa de Budapest        | Margarita Vasileva, Sofia Ivanova, Kamelia Petrova, Rachel Stoyanov y Magdalina Minevska                                                                | Vesela Dimitrova                                                          | Medalla de oro en el concurso general, octavo lugar en la final de tres cintas y dos pelotas, cuarto lugar en la final de cinco aros y medalla de oro por equipos (junto con las gimnastas individuales de categoría absoluta Boriana Kalein, Stiliana Nikolova y Elvira Krasnobaeva)  |
| 2024 | Juegos Olímpicos de París               | Margarita Vasileva, Sofia Ivanova, Kamelia Petrova, Rachel Stoyanov y Magdalina Minevska                                                                | Vesela Dimitrova                                                          | 4ª posición |

### Categoría júnior
En categoría júnior, el conjunto de gimnasia rítmica de Bulgaria obtuvo dos medallas de oro en los dos primeros campeonatos de Europa donde se disputó esta categoría —Atenas 1987 y Tenerife 1989— además de otra medalla de oro en el europeo de Asker de 1996. Otros resultados destacados del conjunto júnior de Bulgaria en campeonatos de Europa han sido las medallas de plata que consiguió en 1994 en Salónica, en 1999 en Budapest, en 2007 en Bakú, en 2021 en Varna y en 2023 en Bakú. En este último campeonato obtuvo también dos medallas de oro en las finales por aparatos. Otras tres medallas de bronce fueron obtenidas en los concursos generales de 1991 en Lisboa, de 2003 en Riesa y de 2013 en Viena. También destaca la medalla de plata lograda en la segunda edición de los Juegos Olímpicos de la Juventud, celebrados en Nankín en 2014.
| Año  | Campeonato                                     | Integrantes del conjunto | Entrenadora                           | Resultados |
| ---- | ---------------------------------------------- | --- | ------------------------------------- | --- |
| 1987 | Campeonato de Europa de Atenas                 | Ani Dermendzhieva, Velichka Petkova, Eli Milcheva, Svetla Kancheva, Stela Angelova y Snezhana Mijaylova                        | Diana Tabakova                        | Medalla de oro |
| 1989 | Campeonato de Europa de Tenerife               | Antoaneta Kadiyska, Denitsa Koseva, Daniela Todorova, Yordanka Kovachka, Kalina Dimitrova y Liudmila Videnova                  | Diana Tabakova                        | Medalla de oro |
| 1991 | Campeonato de Europa de Lisboa                 | Vania Vidolova, Ivelina Taleva, María Koleva, Maya Tabakova, Nedka Marinova, Tsveta Kasabova y Veselina Mitkova como reserva   | Kamelia Dunavska                      | Medalla de bronce |
| 1994 | Campeonato de Europa de Salónica               | Viktoria Asenova, Valentina Simeonova, Galina Marinova, Galia Staleva, Zheni Karachorova, Liliya Kibarska y Reni Karachomakova | Rositsa Donkova                       | Medalla de plata |
| 1996 | Campeonato de Europa de Asker                  | Elisaveta Orlinova, Elitsa Pavlikenova, Yordanka Gueorguieva, Lili Dimitrova, María Stancheva, Olga Chavdarova y Petia Staneva | Antoaneta Zankova y Valentina Ganeva  | Medalla de oro en el concurso general y 5ª posición en la final de seis pelotas |
| 1997 | Campeonato de Europa de Patras                 | Vasilena Sivkova, Gabriela Atanasova, Denitsa Stanilova, Zhaneta Ilieva, Iva Tepeshanova, Nadezhna Mladenova y Petia Staneva   | Antoaneta Zankova                     | 4ª posición |
| 1999 | Campeonato de Europa de Budapest               | Galia Marinova, Jristina Vitanova, Eleonora Kezhova, Kristina Rangelova, María Ivanova y Daniela Ivanova                       | Tania Stoyanova                       | Medalla de plata |
| 2001 | Campeonato de Europa de Ginebra                | Galina Tancheva, Zornitsa Marinova, Vladislava Tancheva, Petia Nankova, Stanislava Lefterova y Lili Suradzhieva como reserva   | Desislava Mineva y Miroslava Bancheva | 4ª posición |
| 2003 | Campeonato de Europa de Riesa                  | Valeria Dinkova, Vesela Ivanova, Yoana Tancheva, Iveta Kuseva, Yolita Manolova y Teodora Bogdanova como reserva                | Adriana Dunavska                      | Medalla de bronce |
| 2005 | Campeonato de Europa de Moscú                  | Rositsa Stefanova, Mijaela Maevska, Boriana Yordanova, Nina Uajena, Stasi Chapanova y Ani Vracheva como reserva                | Valentina Shtereva                    | 5ª posición |
| 2007 | Campeonato de Europa de Bakú                   | Romina Bozhilova, Stefani Trayanova, Kristina Ilieva, Magika Dimitrova, Gabriela Kirova y Elena Todorova como reserva.         | Mariana Vasileva                      | Medalla de plata |
| 2009 | Campeonato de Europa de Bakú                   | Elena Todorova, Tsvetelina Naydenova, Jristiana Todorova, Abigel Zasheva, Viktoria Stoyanova y Rumiana Georgieva como reserva  | Bella Karatancheva                    | 6.ª posición |
| 2011 | Campeonato de Europa de Minks                  | Eva Baleva, Snezhana Decheva, Mirela Georgieva, Greta Hristova, Tsvetelina Nikolova y Aleksandra Stefanova                     | Valentina Simeonova                   | 5ª posición en el concurso general y 4ª en la final de cinco cuerdas. |
| 2013 | Campeonato de Europa de Viena                  | Elena Bineva, Aleksandra Mitrovich, Laura Traets, Emiliya Radicheva y Sofiya Rangelova                                         | Kamelia Dunavska                      | Medalla de bronce en el concurso general y 5ª posición en la final de cinco aros. |
| 2014 | Juegos Olímpicos de la Juventud de Nankín 2014 | Elena Bineva, Aleksandra Mitrovich, Emiliya Radicheva, Sofiya Rangelova y Gabriela Stefanova                                   | Kamelia Dunavska                      | Medalla de plata en el concurso general |
| 2015 | Campeonato de Europa de Minsk de 2015          | Teodora Aleksandrova, Vivian Chernookova, Madlen Radukanova, Madlen Sergeeva y Staniela Yovcheva                               | Silvia Stoyneva y Valentina Simeonova | 7ª posición en el concurso general y medalla de bronce en la final de cinco pelotas. |
| 2017 | Campeonato de Europa de Budapest de 2017       | María Spasova, Galateya Gerova, Boyana Gelova, Biliana Pisova, Biliana Vezirska                                                | Mariya Kancheva y Mariyana Pamukova   | Medalla de bronce por equipos (junto con las gimnastas sénior Neviana Vladinova y Katrin Taseva) y 5ª posición en la final de cinco pares de mazas.                                              |
| 2019 | Campeonato de Europa de Bakú de 2019           | Karina Dimitrova, Zanina Georgieva, Aleksandra Kyoseva, Yana Momchilova, Margarita Vasileva, Monika Zarkova                    | Viara Vatashka                        | Medalla de bronce por equipos (junto con las gimnastas sénior Neviana Vladinova, Katrin Taseva y Boriana Kalein) y duodécimo lugar en el concurso general.                                       |
| 2021 | Campeonato de Europa de Varna de 2021          | Kristiana Doycheva, Kamelia Petrova, Suzan Pouladian, María Stamenova, Gergana Trendafilova, Aleksandra Vasileva               |                                       | Medallas de plata en el concurso completo, en la final de cinco pelotas y en la final de cinco cintas y cuarto lugar por equipos (junto con las gimnastas sénior Katrin Taseva y Boriana Kalein) |
| 2023 | Campeonato de Europa de Bakú de 2023           | Eva Emilova, Vanesa Emilova, Andrea Ivanova, Krasimira Ivanova, Gabriela Peeva y Tsveteyoana Peycheva                          |                                       | Medalla de plata en el concurso completo y medallas de oro en la final de cinco pelotas y en la final de cinco cintas                                                                            |